# Aplopsora hennenii
Aplopsora hennenii är en svampart som beskrevs av Dianese & L.T.P. Santos 1995. Aplopsora hennenii ingår i släktet Aplopsora och familjen Chaconiaceae.   Inga underarter finns listade i Catalogue of Life.